# Émigration depuis le bloc de l'Est

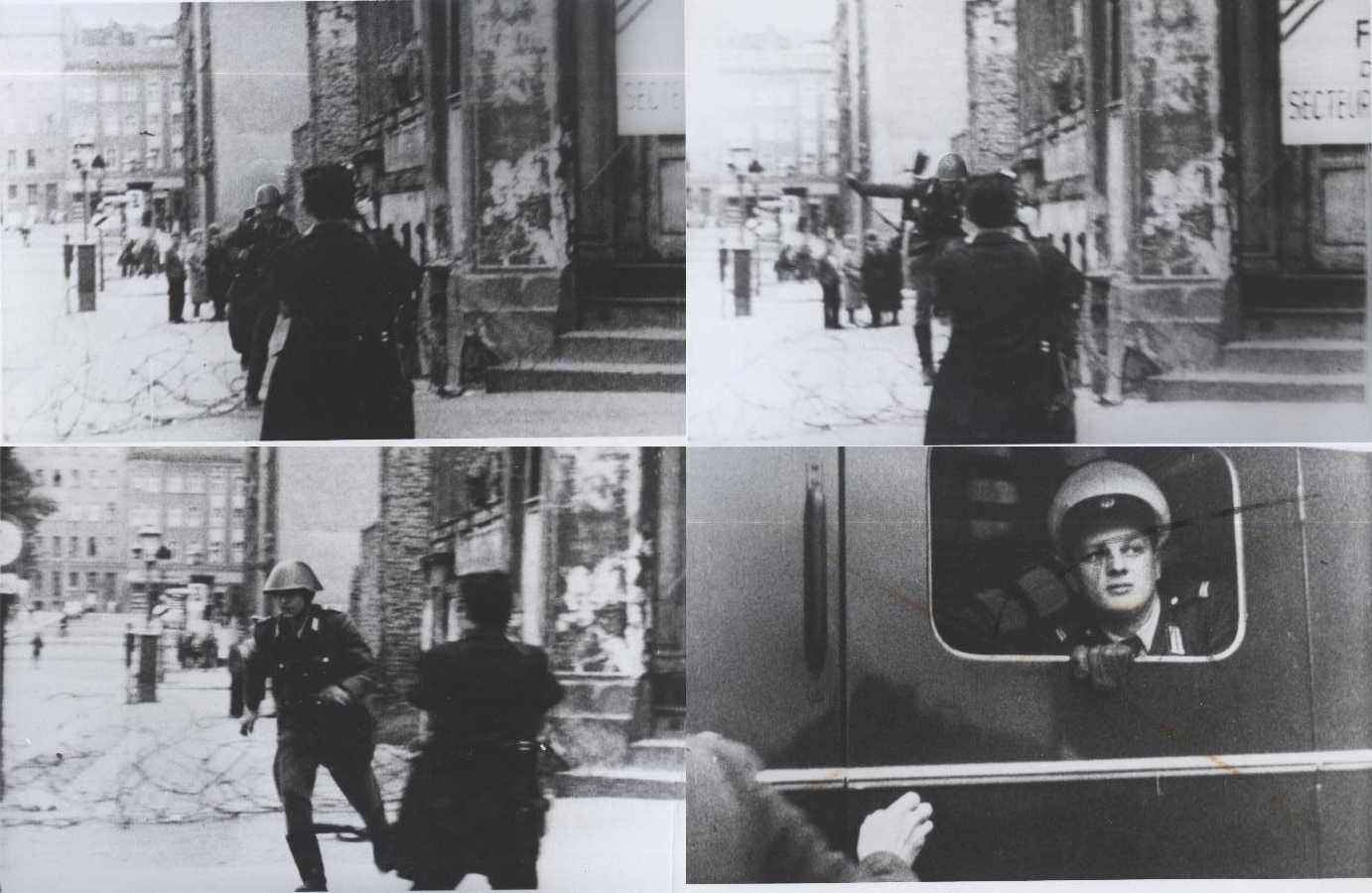
Conrad Schumann sautant par-dessus les barbelés pour gagner Berlin-Ouest le 15 août 1961, trois jours après le début de la construction du mur de Berlin.

L'émigration depuis le bloc de l'Est représente une pierre d'achoppement pendant la guerre froide. Après la Seconde Guerre mondiale, des restrictions à l'émigration sont imposées dans les pays du bloc de l'Est, à savoir l'Union soviétique (URSS) ainsi que ses États satellites en Europe centrale et en Europe de l'Est. Dans la majorité des cas, l'émigration légale est limitée au regroupement familial ou pour autoriser des membres des minorités ethniques à rejoindre leur pays d'origine.
Les gouvernements du bloc de l'Est soutenaient qu'instaurer des limites strictes à l'émigration était nécessaire pour éviter une fuite des cerveaux. Les États-Unis et les gouvernements en Europe de l'Ouest soutenaient que ces restrictions constituaient une atteinte aux droits de l'homme. Malgré les restrictions, il y eut plusieurs cas de transfuges vers l'Ouest.
Quand l'Allemagne de l'Est (RDA) a refermé ses frontières avec l'Allemagne de l'Ouest (RFA), les zones frontalières poreuses entre Berlin-Est et Berlin-Ouest sont devenues un lieu de passage pour les transfuges. L'édification du mur de Berlin, en août 1961, visait à empêcher cette circulation. Par la suite, l'émigration depuis le bloc de l'Est s'est effectivement tarie : seuls quittaient le bloc de l'Est les transfuges illégaux, des personnes d'une origine déterminée dans le cadre d'accords bilatéraux et un nombre restreint d'autres cas.

## Contexte historique

### Restrictions à l'émigration en Union des républiques socialistes soviétiques

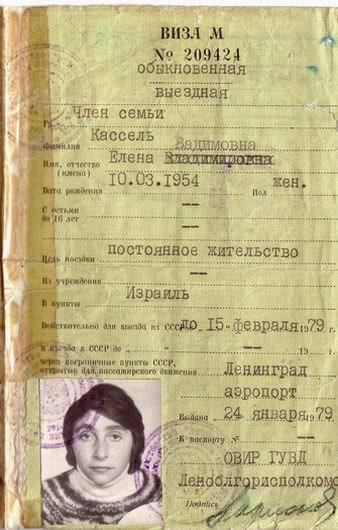
Rare exemplaire de visa soviétique de « type 2 » avec autorisation permanente d'émigration.

Même si le premier agenda politique du mouvement bolchévique avançait la revendication d'une « abolition des passeports », seulement deux mois après la révolution russe de 1917, le nouveau régime institue un contrôle des passeports et interdit la sortie du pays à ses ressortissants qui ont rejoint les combattants. Le raisonnement des autorités s'appuie en partie sur l'idée que l'émigration était liée à l'opposition à l'État socialiste et un autre facteur est la crainte que l'émigration viendrait nourrir des armées d'opposition. Par le traité de Brest-Litovsk en 1918, la Russie est contrainte d'autoriser l'émigration de personnes non-Russes qui veulent obtenir la nationalité allemande, mais le régime tente de juguler les sorties en ne les autorisant que pendant un mois. À partir de 1919, tout voyage à l'étranger nécessité l'accord de la police politique de l'époque, devant obtenir le consentement du service spécial de la Tchéka. En 1922, après le Traité relatif à la formation de l'Union des républiques socialistes soviétiques, la république socialiste soviétique d'Ukraine et la république socialiste fédérative soviétique de Russie émettent toutes deux des réglementations générales sur le voyage : tous les départs sont pratiquement interdits, ce qui rend l'émigration presque impossible. Toutefois, l'Union soviétique ne peut pas contrôler ses frontières jusqu'à la formation d'un système de garde-frontières issus d'un corps spécial du Guépéou ; ainsi, à partir de 1928, même les départs illégaux deviennent presque impossibles.
En 1929, des contrôles encore plus stricts sont instaurés : un décret déclare que tout fonctionnaire soviétique en exercice à l'étranger qui aurait basculé « dans le camp des ennemis des travailleurs et des paysans » et qui refuserait de rentrer au pays serait exécuté dans les 24 heures suivant son arrestation. En 1932, alors que le premier plan quinquennal de Joseph Staline impose la collectivisation forcée, le système des passeports intérieurs est institué pour distribuer les rares logements et se débarrasser des « éléments improductifs ». Conjuguées aux permis de résidence obligatoires dans chaque ville et aux restrictions sur la liberté de circulation (souvent surnommées « le cent unième kilomètre »), ces réglementations limitent drastiquement la mobilité et la circonscrivent à des espaces très réduits. En 1936, quand la Constitution soviétique est promulguée, l'émigration légale est pratiquement inexistante, à l'exception de quelques rares cas de regroupement familial et des déportations. Très peu de personnes ont pu gagner secrètement la Roumanie, la Perse et la Mandchourie : la grande majorité de la population est fondamentalement maintenue sur le territoire de l'U.R.S.S., sans possibilité d'émigration. Par la suite, la Moskovskaïa Pravda a décrit la décision d'émigrer comme « un comportement contre-nature et équivalent à enterrer une personne vivante ». Les individus souhaitant quitter le pays étaient vus non seulement comme des déserteurs, mais aussi comme des traîtres.
Mobiliser la population pour le travail en Union soviétique n'était pas envisageable si les gens restaient libres d'émigrer, compte tenu de la faible qualité de vie à l'époque. Le dirigeant soviétique Nikita Khrouchtchev a déclaré par la suite : « Nous avions peur. Vraiment peur. Nous avions peur que toute détente ne génère une marée, que nous n'aurions pu contrôler et qui nous aurait noyés. Comment nous aurait-elle noyés ? Elle serait sortie du lit soviétique et aurait formé un raz-de-marée qui aurait emporté toutes les barrières et les murs porteurs soutenant notre société ».
En outre, les restrictions sur l'émigration permettaient de garder le secret sur la vie sous le régime soviétique. À partir de 1935, Joseph Staline était parvenu à interdire l'accès depuis l'étranger vers l'Union soviétique (ce qui a tenu jusqu'à sa mort en 1953), n'autorisant aucun voyage dans l'Union soviétique, afin que les étrangers ne sachent rien des procédures politiques qui y étaient instaurées. Pendant plusieurs années après la Seconde Guerre mondiale, les étrangers n'ont pu connaître le nombre de citoyens soviétiques arrêtés ou exécutés, ni les piètres performances de l'économique soviétique.

### Création du bloc de l'Est

Carte du bloc de l'Est en Europe.

Les Bolcheviks prennent le pouvoir en Russie à la suite de la révolution d'octobre 1917. S'ensuit la guerre civile russe, qui coïncide avec l'entrée de l'Armée rouge à Minsk en 1919 ; la Biélorussie est proclamée république socialiste soviétique de Biélorussie en 1920. À l'issue de la guerre polono-ukrainienne, l'Ukraine est vaincue et, après la paix de Riga qui conclut la guerre soviéto-polonaise en mai 1921, les parties centrales et orientales de l'Ukraine sont annexées par l'Union soviétique en tant que république socialiste soviétique d'Ukraine. En fin décembre 1922, la république socialiste fédérative soviétique de Russie, la république socialiste soviétique d'Ukraine, la république socialiste soviétique de Biélorussie et la république socialiste fédérative soviétique de Transcaucasie fusionnent officiellement et créent l'Union des républiques socialistes soviétiques (URSS), ou Union soviétique.
Pendant les dernières phases de la Seconde Guerre mondiale, l'Union soviétique entame la création du bloc de l'Est en annexant directement plusieurs pays, les proclamant « républiques socialistes soviétiques » ; à l'origine, ces territoires lui ont été effectivement été accordés par le Troisième Reich dans le cadre du pacte germano-soviétique.
Les pays reçus par l'URSS sont la Pologne orientale (incorporée dans trois entités soviétiques), la Lettonie (qui devient la république socialiste soviétique de Lettonie),, l'Estonie (qui devient la république socialiste soviétique d'Estonie),, la Lituanie (qui devient la république socialiste soviétique de Lituanie),, une partie de l'Est de la Finlande (qui devient la République socialiste soviétique carélo-finnoise et plus tard incorporée à l'URSS) et le nord de la Roumanie (qui devient la République socialiste soviétique moldave),. En 1945, ces territoires annexés représentent environ 465 000 kilomètres carrés ajoutés à l'Union soviétique, soit un peu plus que le total cumulé de la superficie de l'Allemagne de l'Ouest, l'Allemagne de l'Est et l'Autriche.
D'autres États sont convertis en régimes satellites de l'URSS, comme la république populaire de Pologne, la république populaire de Hongrie, la République socialiste tchécoslovaque, la république populaire de Roumanie, la république populaire socialiste d'Albanie et, dans les années suivantes, l'Allemagne de l'Est dans la zone d'occupation soviétique. La république fédérative socialiste de Yougoslavie est aussi considérée comme rattachée au bloc,, malgré la rupture Tito-Staline en 1948 suivie de la formation du Mouvement des non-alignés.

### Conditions de vie dans le bloc de l'Est

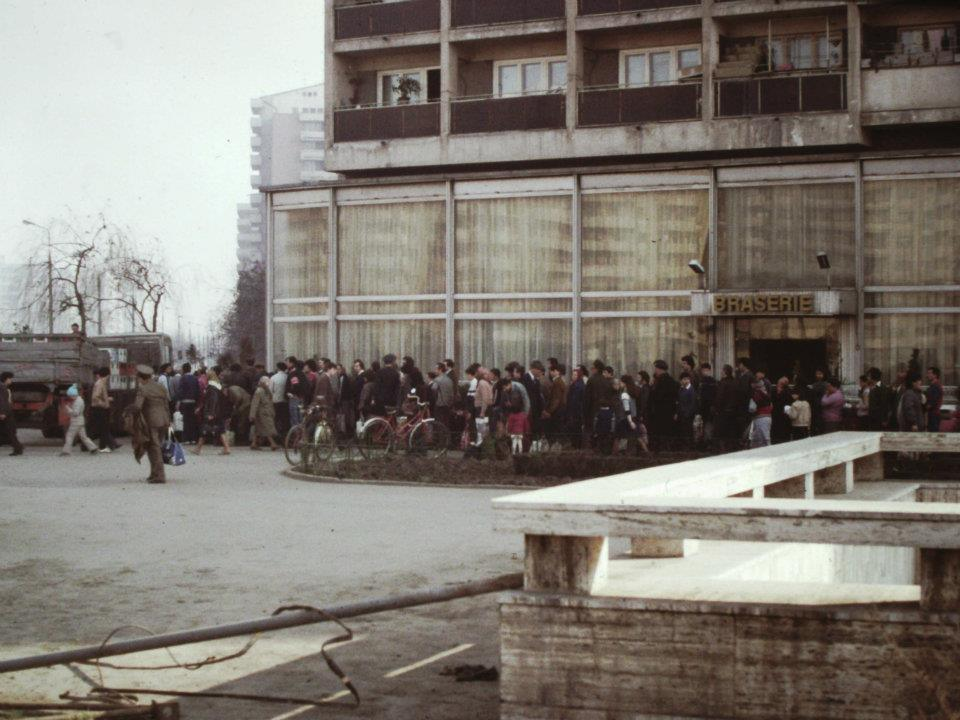
File d'attente pour la distribution d'huile de cuisson à Bucarest en mai 1986.

Dans l'ensemble du bloc de l'Est, à la fois en URSS et dans les autres pays, la RSFS de Russie tient une place prééminente ; elle est surnommée la naibolee vydajuščajasja nacija (la nation la plus éminente) ou le rukovodjaščij narod (le peuple d'élite). La propagande soviétique favorise cette vénération envers les actions et caractéristiques russes, ainsi que la construction de hiérarchies structurelles au sein du communisme soviétique dans les autres pays du bloc de l'Est.
Le communisme instauré dans le bloc de l'Est se distingue par la symbiose très particulière de l'État, la société et l'économie, qui conduit à l'effacement des frontières entre les sphères politique et économique et la perte de leur autonomie. À l'origine, Staline dirige des régimes qui rejettent les caractéristiques institutionnelles de l'Ouest : économie de marché, gouvernement démocratique (que le jargon soviétique désigne sous le nom de « démocratie bourgeoise »)  et l'État de droit qui interdit les interventions discrétionnaires de l'État. L'Union soviétique ordonne l'expropriation et l'étatisation de toute propriété privée.
Les régimes inspirés de l'URSS qui prennent les rênes dans le bloc de l'Est ne se bornent pas lui emprunter la politique d'économie planifiée : ils adoptent également les méthodes brutales de Staline ainsi que la police secrète soviétique pour réprimer toute opposition potentielle ou avérée. Dans les régimes communistes du bloc de l'Est, même des groupes d'opposition marginaux parmi les intellectuels sont traités comme une menace car ils en attaquent les bases, qui sous-tendent le pouvoir communiste. La répression de la dissidence et de l'opposition représente un objectif primordial à la sécurité des régimes communistes, même si le degré d'opposition et de répression contre la dissidence a varié en fonction des pays et des époques dans le bloc.
En outre, les médias du bloc de l'Est étaient assujettis à l'État : ils dépendaient entièrement des partis communistes et leur obéissaient ; les sociétés de radio et de télévision appartenaient à l'État et les médias imprimés étaient contrôlés par des organisations politiques, principalement les partis communistes au pouvoir. De plus, le bloc de l'Est présentait des problèmes dans la gestion du développement économique : les planificateurs centraux appliquaient une politique de croissance extensive — au lieu du développement intensif — et les performances étaient très largement inférieures à celles des pays européens de l'Ouest en termes de produit intérieur brut par personne. Les magasins aux rayonnages vides en Allemagne de l'Est rappelaient sans ambiguïté la fausseté de la propagande concernant les progrès économiques fabuleux et ininterrompus du régime.

## Histoire

### Fuites & expulsions des Allemands dans le bloc de l'Est

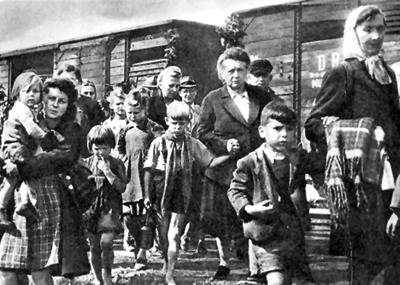
Allemands des Sudètes expulsés à l'issue de la Seconde Guerre mondiale.

À la fin de la Seconde Guerre mondiale et pendant l'après-guerre, au moins douze millions d'Allemands Volksdeutsche ou Reichsdeutsche ont pris la fuite ou ont été expulsés,,,. Barbara Marshall estime que le nombre d'Allemands en fuite ou expulsés depuis le bloc de l'Est représente « environ 15 millions de personnes »:6, principalement issues des territoires occupés par l'URSS et qui deviennent le bloc de l'Est, ce qui constitue le plus vaste mouvement de population en Europe de toute l'histoire moderne,. Les Alliés avaient conclu des accords sur ces expulsions en masse avant la fin de la guerre,,. Au moins deux millions de personnes ont péri dans ces fuites et ces expulsions, dont 400 000 à 500 000 par des violences physiques,. La quasi-totalité de ces mouvements de population se déroule entre 1944 et 1948,. Le bilan total intègre l'exode massif d'Allemands depuis des secteurs proches des lignes de front à mesure que l'Armée rouge avançait vers les lieux voués à la colonisation allemande sous le Troisième Reich. Beaucoup de gens connaissaient les représailles exercées contre les civils allemands, comme les viols commis par les soldats soviétiques et d'autres crimes,. Les informations sur les atrocités commises, comme le massacre de Nemmersdorf, étaient par ailleurs en partie exagérés et propagés par la machine à propagande nazie.

### Liberté d'émigration après-guerre
Après l'occupation de l'URSS en Europe de l'Est au terme de la Seconde Guerre mondiale, la plupart des gens implantés sur ces territoires récemment acquis aspiraient à l'indépendance et souhaitaient le départ des troupes soviétiques. Tandis que des millions d'Allemands quittaient, de gré ou de force, l'Europe de l'Est, environ 4 millions d'autres Allemands n'ont pas pu partir à cause de la progression des troupes soviétiques ou parce qu'ils étaient expulsés dans des lieux excentrés en URSS dans le cadre de la politique de Staline envers la population allemande:8.
Dans les cinq années qui suivent l'armistice, avant 1950, plus de 15 millions de personnes quittent les pays d'Europe de l'Est sous occupation soviétique pour gagner des États d'Europe de l'Ouest. Jusqu'au début des années 1950, les frontières entre les différentes zones d'occupation en Allemagne sont faciles à traverser. Par cet itinéraire, de nombreuses personnes d'Europe de l'Est réclament l'asile politique en Allemagne de l'Ouest : 197 000 en 1950 ; 165 000 en 1951, 182 000 en 1952 et 331 000 en 1953. L'augmentation soudaine des demandes en 1953 se nourrit de la peur qu'une soviétisation encore plus forte n'ait lieu, sachant que Joseph Staline prend des décisions de plus en plus paranoïaques entre fin 1952 et début 1953. Au cours des six premiers mois de l'année 1953, 182 000 personnes ont fui. En raison du manque de ressources et d'espace en Allemagne de l'Ouest, et sur demande du président Harry S. Truman, les États-Unis revoient à la hausse leurs quotas d'admissions pour l'immigration dans le cadre de l'United States Escapee Program (USEP). Après l'insurrection de Budapest en 1956, 171 000 Hongrois traversent la frontière pour se rendre en Autriche et 20 000 autres fuient en Yougoslavie.
En 1948, au cours des débats en amont de la Déclaration universelle des droits de l'homme, les représentants soviétiques font part de leur désaccord avec l'idée que « chacun a le droit de quitter n'importe quel pays, y compris le sien ». Les Soviétiques affirment que cette phrase « allait encourager l'émigration » et souhaitent ajouter « dans le respect des procédures en vigueur par les lois du pays d'origine » ; seules la Pologne et l'Arabie saoudite se rallient à cette proposition.

### Restrictions croissantes sur la circulation transnationale

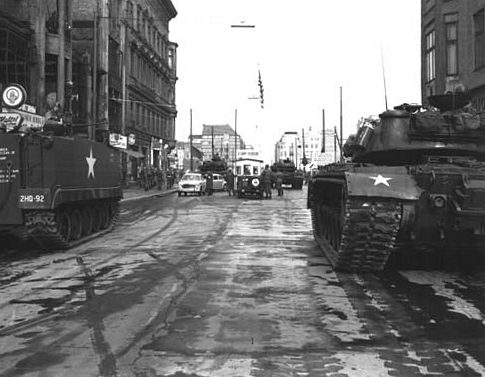
Chars soviétiques et américains à Checkpoint Charlie en 1961.

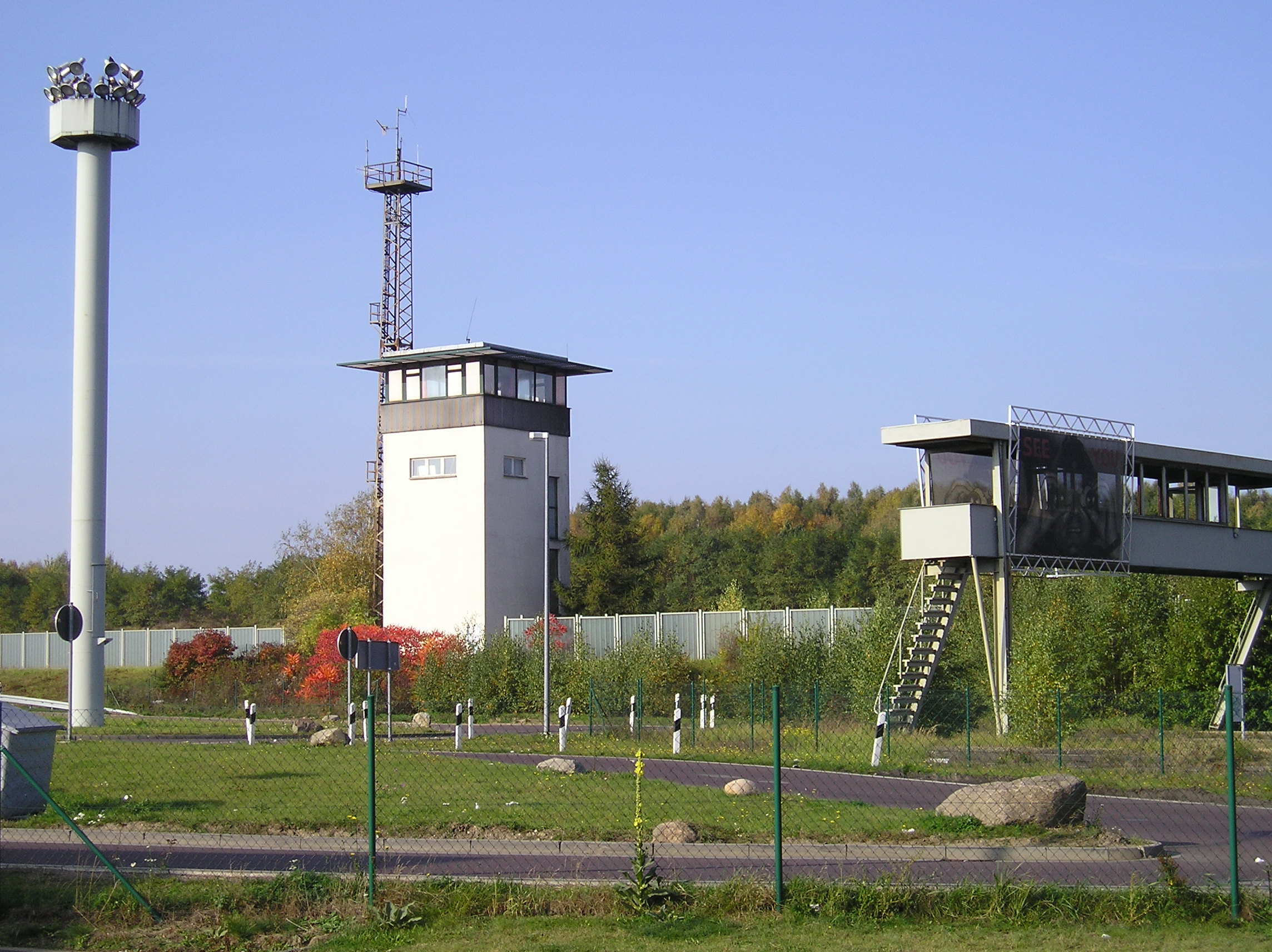
Checkpoint Alpha : mur et tour de surveillance.

Jusqu'en 1952, il était facile de franchir, presque partout, les frontières entre les zones d'occupation soviétique et occidentales en Allemagne. Par conséquent, avant 1961, le mouvement de population de l'Est vers l'Ouest se tenait principalement sur cette frontière entre l'Allemagne de l'Est et l'Allemagne de l'Ouest : avant 1961, plus de 3,5 millions d'Est-Allemands émigrent vers la partie occidentale,, nombre qui englobe la majeure partie du solde migratoire comptant 4 millions d'émigrants depuis l'ensemble de l'Europe centrale et de l'Europe de l'Est entre 1950 et 1959. Face à la quantité accrue d'émigrants, l'URSS établit des contrôles plus stricts aux frontières dans sa zone de la frontière interallemande. En 1955, l'URSS adopte une loi qui transfère au gouvernement d'Allemagne de l'Est le contrôle sur l'accès des civils à Berlin, ce qui exonère officiellement les Soviétiques d'une responsabilité directe sur ce sujet, tout en transférant le pouvoir à un régime qui n'est pas reconnu en Occident. Comme un grand nombre d'Est-Allemands quittent le pays sous prétexte de « rendre une visite », le nouvel État d'Allemagne de l'Est élimine pratiquement toute forme de voyage vers l'Ouest en 1956. Mikhail Pervoukhine, ambassadeur soviétique en Allemagne de l'Est, note alors que « la présence à Berlin d'une frontière ouverte et à peu près non contrôlée entre les mondes socialiste et capitaliste pousse la population à établir des comparaisons entre les deux parties de la ville, ce qui, malheureusement, n'est pas toujours à l'avantage de la partie démocratique [orientale] de Berlin ».
Les restrictions imposées dans le bloc de l'Est sous la Guerre froide interrompent la plupart des migrations de l'Est vers l'Ouest : entre 1950 et 1990, il n'y eut que 13,3 millions de migrants vers l'Ouest. Au début des années 1950, la méthode soviétique de contrôle sur la circulation dans le territoire est imitée par la plupart des autres pays du bloc de l'Est (ainsi que par la Chine, la Mongolie et la Corée du Nord) : de fortes restrictions empêchent l'émigration:8. D'après un économiste hongrois, « il était tout à fait évident que les pays socialistes — comme les autres pays — voulaient empêcher les travailleurs qualifiés, formés avec les fonds octroyés par leurs communautés, n'aillent enrichir d'autres pays ». Les porte-paroles officiels d'Europe de l'Est affirmaient aux candidats à l'émigration qu'ils voulaient les préserver des répercussions d'une préparation linguistique et culturelle insuffisante. Ils insistaient aussi sur la dette dont chacun était redevable envers les États socialistes, qui veillait sur eux depuis leur naissance, y compris par l'instruction gratuite ; ainsi, ils justifiaient les restrictions à l'émigration en les présentant comme un « impôt sur l'éducation », par laquelle les États avaient le droit de bénéficier de leur investissement. Une politique de migration libre entraînerait une fuite des cerveaux, ce qui obligerait l'État à restructurer son système de salaire, au détriment d'autres priorités économiques. Les représentants de la Bulgarie et de la Roumanie ont soutenu pendant longtemps qu'ils n'étaient pas en mesure en concurrencer les salaires de l'Occident et que, sans les restrictions sur l'émigration, ils « allaient finir comme l'Afrique ». Ces restrictions représentaient une source d'embarras pour certains pays du bloc de l'Est, dont l'ouverture et les progrès économiques étaient plus développés qu'en Union soviétique et où traverser les frontières semblait plus naturel — surtout celles entre les Allemagnes de l'Est et de l'Ouest, qui n'étaient pas séparées auparavant.

### Émigration libre depuis Berlin-Est
Avec la fermeture de la frontière intérieure allemande en 1952, les passages transfrontaliers à Berlin deviennent nettement plus franchissables que dans le reste du pays, car ces passages sont régis par l'ensemble des quatre puissances occupantes. Par conséquent, Berlin devient le principal point de passage par lequel les Est-Allemands fuient vers l'Ouest. Le 11 décembre 1957, l'Allemagne de l'Est instaure une nouvelle loi relative aux passeports ; si elle entraîne une baisse du nombre total de réfugiés quittant le pays, elle provoque aussi une forte hausse du pourcentage de personnes qui passent par Berlin pour quitter le pays : le nombre passe de 60 % à 90 % fin 1958. Les personnes arrêtées alors qu'elles tentent de fuir Berlin-Est subissent de lourdes peines, mais, en l'absence de barrière physique et avec l'accès offert par le métro vers Berlin-Ouest, ces restrictions sont inefficaces. Ainsi, le secteur de Berlin constitue une « brèche » par laquelle les habitants du bloc de l'Est parvenaient à fuir. De 1950 à 1961, environ 3,4 millions d'Est-Allemands ont quitté la R.D.A., ce qui représente environ 20 % de la population totale de toute l'Allemagne de l'Est.

### Fuite des cerveaux
Les émigrants sont souvent jeunes et instruits, ce qui provoque la fuite des cerveaux redoutée par l'administration Est-Allemande. Iouri Andropov, qui est alors directeur des relations avec les partis communistes et travailleurs des pays socialistes au sein du Parti communiste de l'Union soviétique, écrit le 28 août 1958 une lettre urgente adressée au Comité central pour annoncer que, parmi les réfugiés quittant le pays, les membres de l'intelligentsia Est-Allemande avaient augmenté de 50 %. Andropov déclare que, même si les dirigeants d'Allemagne de l'Est disent que les gens quittent le pays pour des motifs économiques, les témoignages des réfugiés montrent qu'ils fuient le pays pour des raisons plus politiques que matérielles. Andropov écrit que « la fuite des intellectuels a atteint un stade particulièrement critique ». Walter Ulbricht, dirigeant du Parti socialiste unifié d'Allemagne, estime que le problème ne réside pas seulement dans la fuite des cerveaux mais aussi dans les Grenzgänger, les 50 000 habitants de Berlin-Est qui travaillent à Berlin-Ouest. À l'issue des campagnes de collectivisation en milieu rural, de nombreux agriculteurs quittent l'Allemagne de l'Est ; le résultat est que plus de 10 % des terres arables du pays restent en jachère, ce qui provoque des pénuries alimentaires. Les agriculteurs restés au pays n'avaient pas envie de produire au-delà de leurs propres besoins à cause des prix fixes sur les denrées, car leurs marges de bénéfices seraient maigres ; une production abondante attirait l'attention des autorités, qui procèdent sans tarder à la collectivisation ou à la nationalisation d'une unité prospère. L'exode rural aggrave les pénuries préexistantes de biens et services dans une économie de pénurie.
En 1960, à cause des effets conjugués de la Seconde Guerre mondiale et de l'émigration massive vers l'Ouest, la population en Allemagne de l'Est ne compte plus que 61 % de personnes en âge de travailler, alors qu'avant-guerre le niveau était à 70,5 %. Cette perte est surreprésentée chez les travailleurs qualifiés, comme les ingénieurs, les techniciens, les médecins, les enseignants, les juristes et d'autres métiers nécessitant une formation. Le coût direct de cette perte de main-d'œuvre est estimée à une fourchette comprise entre 7 et 9 milliards de dollars, même si le dirigeant Est-Allemand Walter Ulbricht annonce plus tard que l'Allemagne de l'Ouest lui doit 17 milliards de dollars à titre de compensation, tant pour les réparations que pour les pertes de travailleurs. En outre, le départ de la population jeune depuis l'Allemagne de l'Est représente peut-être l'équivalent d'environ 22,5 milliards de marks en frais d'instruction non amortis. La fuite des cerveaux chez les travailleurs qualifiés faisait planer une menace si grave sur la crédibilité politique et la viabilité économique de l'Allemagne de l'Est qu'il devenait impératif de sécuriser les frontières de l'empire soviétique. En parallèle, cette émigration entraînait des conséquences positives pour le régime Est-Allemand, à savoir le départ de nationalistes anti-Russes et d'opposants trop remuants, ce qui a pu aider le régime à éviter les protestations ayant cours en Hongrie, en Pologne et en Tchécoslovaquie.

### Édification du mur de Berlin

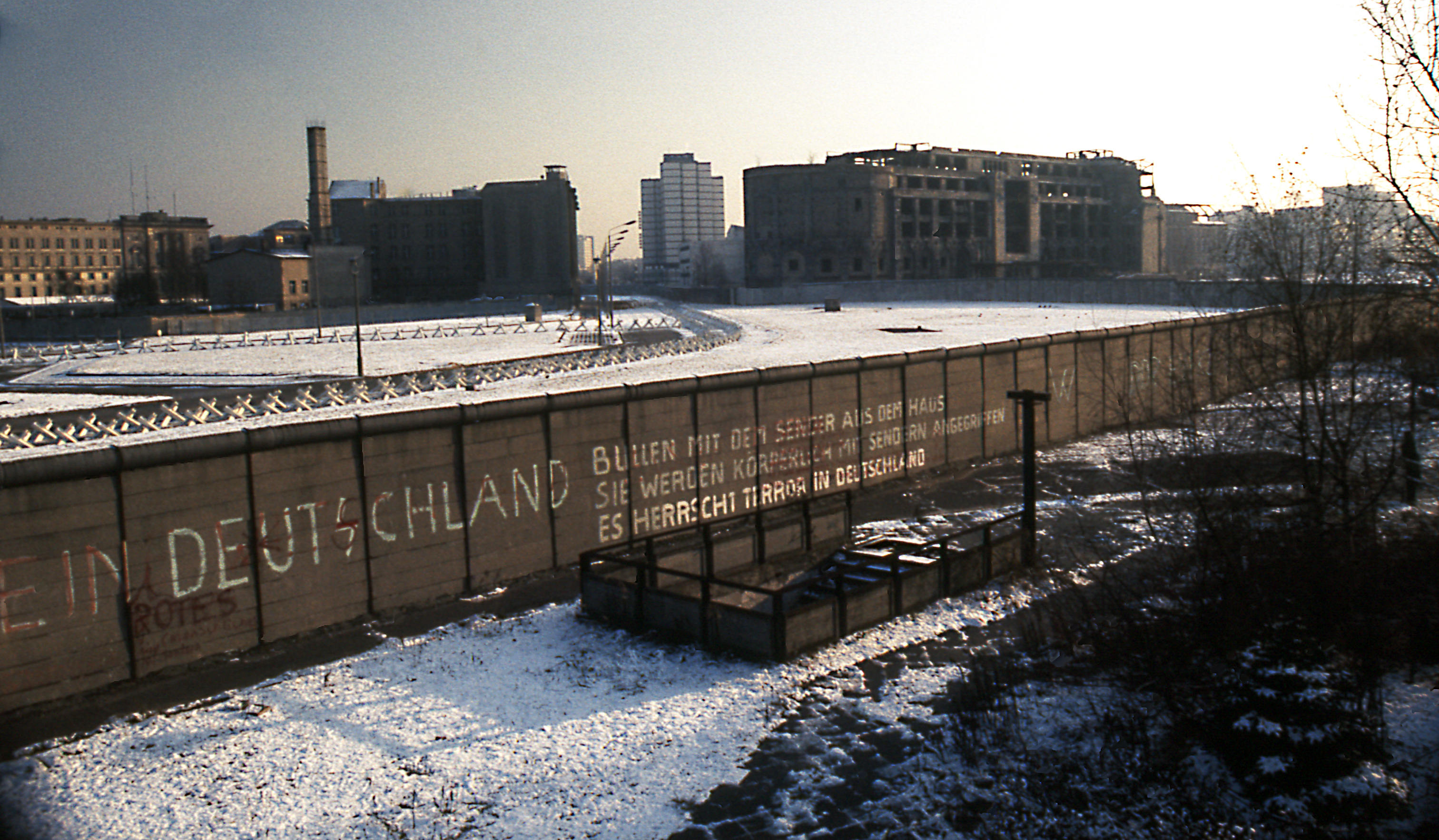
Mur de Berlin en 1975.

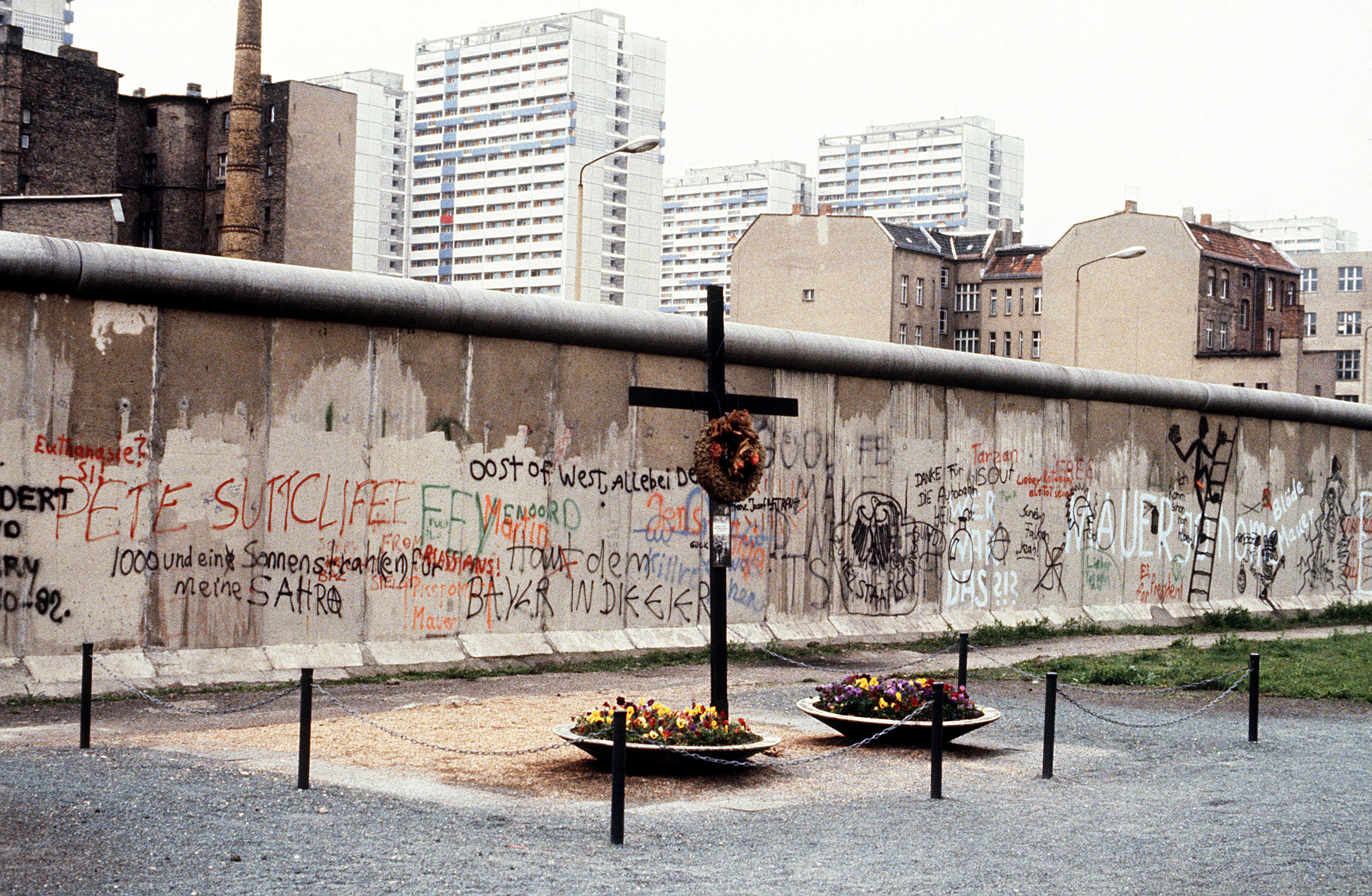
Croix en mémoire de Peter Fechter, mort par balles en 1962 alors qu'il tentait de franchir le mur pour gagner l'Ouest en 1962.

Même avec le renforcement de la frontière interallemande, l'émigration par Berlin connaît une inflation : 144 000 personnes en 1949, 199 000 en 1960 puis 207 000 au cours des sept premiers mois de l'an 1961. La planification devient pratiquement impossible en Allemagne de l'Est : des villes entières restent sans soignants, des récoltes restent sur pied et il faut affecter des personnes de cinquante à cinquante-cinq ans à la circulation des tramways. L'économie est-allemande est au bord de l'effondrement. Redoutant des mesures drastiques sur Berlin, le 15 juin 1961, Walter Ulbricht appelle l'une de ses rares conférences de presse et souligne que « personne n'a la moindre intention d'édifier un mur », tout en annonçant clairement que « le flux sortant doit cesser ». Il ajoute : « il va sans dire que les prétendus camps de réfugiés à Berlin-Ouest [les camps de transit où les réfugiés attendent de passer de Berlin-Ouest vers l'Allemagne de l'Ouest] seront démantelés ».
Le 12 août 1961, les autorités d'Allemagne de l'Est érigent des barrières de barbelés à l'emplacement de ce qui devient plus tard le mur de Berlin, séparant Berlin-Ouest de Berlin-Est. Deux jours plus tard, des ingénieurs de l'armée et de la police commencent à édifier un mur de béton plus pérenne. Cette construction suscite un bref moment des frayeurs sur une crise militaire, même si seuls 11 000 soldats occidentaux sont stationnés à Berlin, tandis que les troupes soviétiques déployées autour d'eux en Allemagne de l'Est représentent 500 000 hommes. L'édification du mur de Berlin referme la plus importante brèche du rideau de fer. Avec la fermeture du mur s'achève une décennie durant laquelle la capitale divisée de l'Allemagne elle-même divisée a représenté le passage le plus simple de migrants illégaux depuis l'Est vers l'Ouest. Outre le mur, la zone frontalière de 1 340 kilomètres s'étend sur un espace de 5,6 kilomètres du côté est-allemand dans certaines secteurs, plantée d'une clôture en tressage d'acier et flanqués d'un « sentier de la mort » entouré de terrains labourés (afin de ralentir les candidats à l'évasion et de révéler leurs empreintes) et de champs de mines.

### Restrictions ultérieures et accords
Par la suite, seules 5 000 personnes ont franchi le mur de Berlin entre 1961 et 1989. Ainsi, après l'édification du mur, l'émigration totale nette depuis l'Europe centrale et l'Europe de l'Est descend à 1,9 million entre 1960 et 1969 et 1,1 million entre 1970 et 1979. Le nombre s'élève de nouveau quelque peu et atteint 2,3 millions entre 1980 et 1989, en raison des politiques de Mikhaïl Gorbatchev sur l'émigration pour motifs ethniques après son accession au pouvoir au milieu des années 1980. Plus de 75 % des émigrations depuis le bloc de l'Est entre 1950 et 1990 ont lieu dans le cadre d'accords bilatéraux sur les « migrations ethniques » et sur les minorités religieuses, comme les personnes issues de Bulgarie (Turcs et d'autres musulmans), de Pologne (Allemands, Hongrois et Juifs), Roumanie (Allemands et Juifs) et Yougoslavie (Turcs et d'autres musulmans),. La plupart des citoyens soviétiques autorisés à partir pendant cette période sont des Juifs voulant s'installer en Israël, après une série de défections embarrassantes en 1970, qui ont conduit les États soviétiques à permettre une quantité très mesurée d'émigrations pour motifs ethniques. Près de 10 % des émigrants correspondent à la définition de réfugié aux termes de la convention relative au statut des réfugiés de 1951. L'émigration depuis les différents pays du bloc de l'Est est indiquée ci-dessous :
En Albanie, la surveillance étroite du pays n'a permis presque aucune émigration ; pratiquement toute l'émigration depuis l'Allemagne de l'Est s'est produite avant l'édification du mur de Berlin. En raison des affinités culturelles de l'Allemagne de l'Est avec l'Allemagne de l'Ouest et de la vision offerte de la vie en Occident par la télévision dans l'ensemble de la RDA, la population est-allemande était plus encline à quitter le pays.

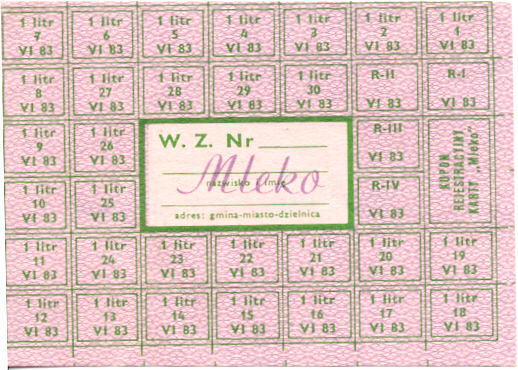
Carte de rationnement pour du lait en 1983 en république populaire de Pologne.

La pression en faveur de l'émigration se nourrit de l'écart de plus en plus important de la qualité de vie entre l'Europe de l'Ouest et le bloc de l'Est après les années 1960. Les récriminations quotidiennes concernant les biens de consommation, l'approvisionnement ou les salaires pouvaient vite tourner à la comparaison avec le niveau de vie en Occident. La qualité des biens disponibles dans lesmagasins Intershop, où des visiteurs pouvaient acquérir des marchandises de premier ordre avec des devises étrangères (voir aussi : Beriozka, Pewex (en), Tuzex (en) et Corecom (en)) aiguisait, chez les citoyens de l'Est, le sentiment d'être des citoyens de seconde zone et changeait leur perception quant aux conditions économiques dans leurs propres pays. Walter Freidrich, directeur de l'Institut de Leipzig, se plaint que des « pénuries et des faiblesses dans notre propre pays (c'est-à-dire les problèmes relatifs à l'offre en biens de consommation et en pièces détachées, la politique sur les médias, les perspectives excessivement optimistes, la réelle participation démocratique, etc) sont de plus en plus souvent sous les projecteurs et font l'objet de critiques plus intenses. De plus en plus, la supériorité du socialisme fait l'objet de doutes ». Les rapports de la Stasi se plaignent des personnes qui ont reçu la permission spéciale de voyager vers l'Ouest pour raisons de travail et qui en reviennent avec « des récits sur la quantité fabuleuse de biens disponibles... ou avec des récits sur le prix ridiculement bas que valent les marchandises issues d'Allemagne de l'Est ».
Deux lois régissent les tentatives de défection en Union soviétique : (1) le voyage illégal à l'étranger sans passeport est un délit passible d'un à trois ans de prison, même dans le cas où le pays de destination est un autre pays du bloc de l'Est ; et (2) la défection illégale vers un pays qui n'appartient pas au bloc de l'Est et le refus de revenir au pays sont tenus pour des trahisons contre l'État. Pour éteindre toute velléité de défection, les Soviétiques allouent des fonds élevés au contrôle des frontières et établissent une longue liste de délits relatifs au déplacement vers une zone frontalière. L'Union Soviétique ne connaît pratiquement aucune émigration dans les années 1950 et 1960, sauf dans le cas d'Arméniens retournant en Arménie. En 1973, le Congrès des États-Unis impose la libéralisation en matière de politique migratoire dans l'URSS comme condition préalable à la levée des barrières sur le commerce, ce qui provoque l'émigration de 370 000 citoyens soviétiques, principalement des Juifs. Une deuxième vague d'émigration commence en 1986-1987, quand Mikhaïl Gorbatchev parvient au pouvoir : la plupart des émigrants sont des Juifs, des Allemands, des Arméniens, des Grecs ou des pentecôtistes.
En raison de plusieurs accords internationaux, les pays non soviétiques du bloc de l'Est n'interdisent pas explicitement l'émigration. À la place, ils imposent une longue série d'autorisation que tout candidat doit obtenir en plus du service des passeports : visas de la police locale, des employeurs, de la commission du logement d'État, sans indiquer d'échéance aux différentes instances. Les demandes de visa pouvaient être refusées, sans appel possible, pour divers motifs subjectifs, comme la sécurité nationale et « les intérêts de l'État ». L'administration avait les mains libres pour agir à sa discrétion et appliquer des directives internes non publiques, ce qui rendait très hasardeuse la remise d'une autorisation après des années de procédures. Comme en URSS, les tentatives de partir sans permission vers un pays n'appartenant pas au bloc de l'Est étaient passibles d'un procès pour trahison ; les contrevenants risquaient la peine de mort en Albanie et en Roumanie. Dans le sillage de la confusion née de l'invasion de la Tchécoslovaquie par le pacte de Varsovie en 1968, de nombreuses personnes demandent à rejoindre leur famille qui a fui ; les autorités tchécoslovaques leur répondent : « il est contraire aux intérêts de l'État d'autoriser les citoyens tchécoslovaques à passer de longs séjours privés à l'étranger, y compris quand il s'agit d'émigration ». Toutefois, l'émigration était aussi utilisée comme soupape de sécurité pour précipiter le départ de certains dissidents trop remuants.
En 1964, la république fédérative socialiste de Yougoslavie devient le seul pays communiste d'Europe qui autorise ses citoyens à émigrer. D'autres personnes correspondent à la définition de réfugiés car elles déclarent s'être échappées lors d'évènements critiques, comme l'insurrection de Budapest en 1956, l'invasion de la Tchécoslovaquie en 1968, les agitations autour de Solidarność et d'autres crises ayant eu lieu en Allemagne de l'Est, en Bulgarie et en Albanie à la fin des années 1980.

### Accords d'Helsinki en 1975 et stratégies de restrictions

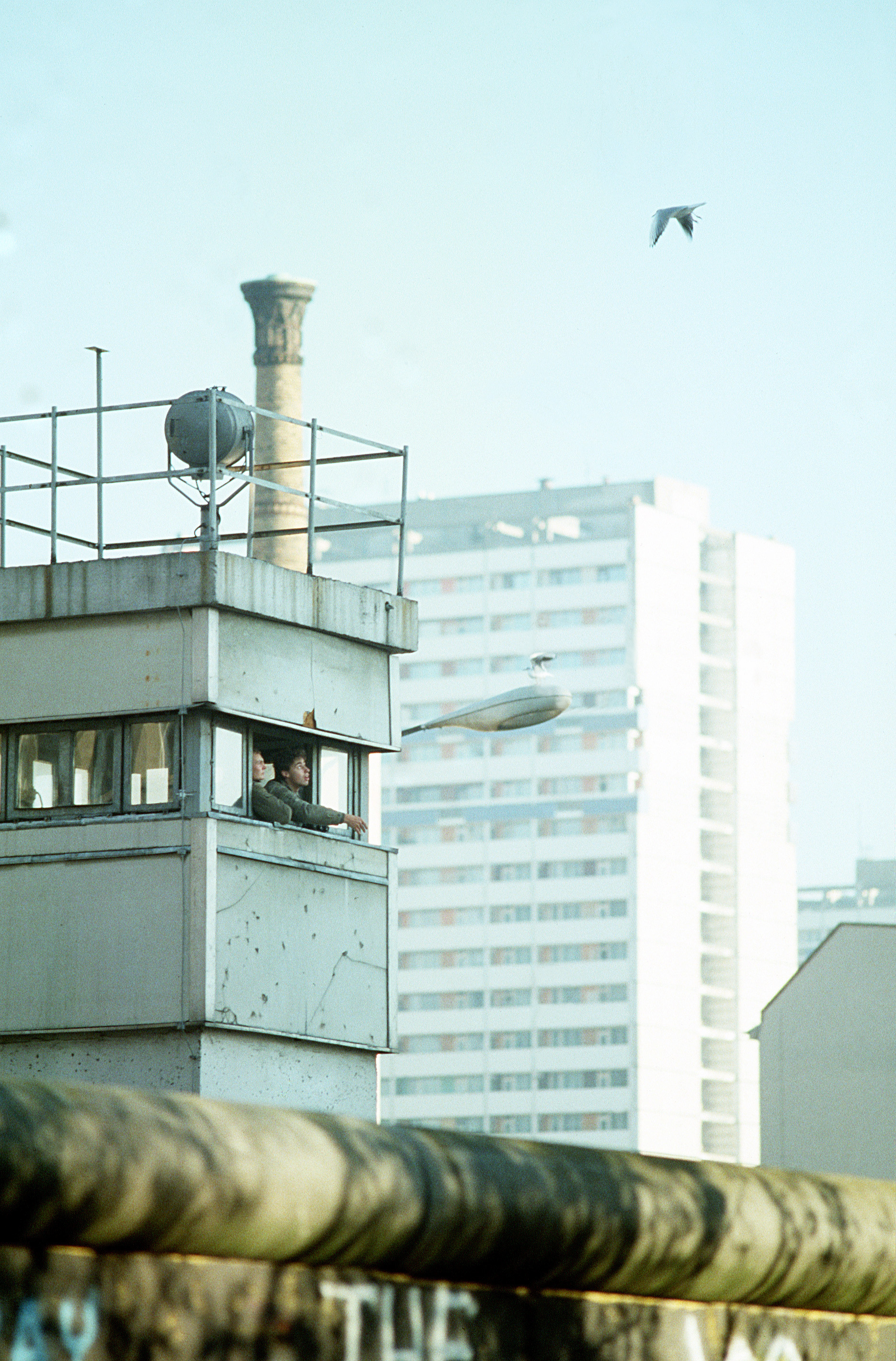
Sommet du mur de Berlin et tour de surveillance, novembre 1989.

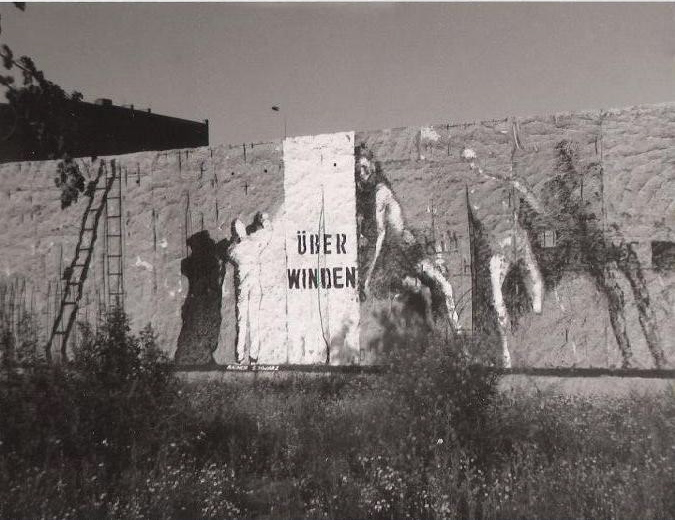
Le « mur arrière » se trouvait du côté de Berlin-Est, flanqué d'une « allée de la mort » entourée de mines et d'autres obstacles entre les deux murs.

Les accords d'Helsinki en 1975 représentent une étape importante dans la guerre froide ; ils sont signés par la plupart des pays européens, dont ceux du bloc de l'Est, par les États-Unis et par le Canada. Les accords régissent plusieurs autres accords territoriaux, des litiges frontaliers, des questions relatives aux droits humains, la menace du recours à la force et d'autres domaines. La « troisième corbeille » des accords d'Helsinki comporte des engagements en matière de droits sur la circulation internationale, les contacts avec la famille, la liberté d'information et le soutien aux échanges culturels. En RDA (ex-zone d'occupation soviétique en Allemagne), même si le gouvernement se garde d'ébruiter ces clauses dans les médias, les candidats à l'émigration prennent peu à peu conscience que les visas de sortie peuvent devenir accessibles : à la fin des années 1970, 7 200 nouvelles demandes sont déposées.
L'Allemagne de l'Ouest (RFA) négocie le départ de certaines minorités allemandes issue de la république populaire de Pologne en échange de certains avantages financiers, dont des prêts importants:9. De même, la République populaire roumaine reçoit un montant forfaitaire de 5 000 Deutsche Marks pour chaque Allemand autorisé à quitter le pays ; en 1973, ce montant est majoré à 7 800 DM et, en 1988, à 11 000 DM:9. La RDA transfère 70 000 prisonniers politiques vers la RFA en échange de 70 000 DM par personne, montant réglé par la RFA ; la RDA y gagne 3,4 milliards de DM à un moment où elle traverse une crise financière. Pour la RDA, les sommes versées pour la libération des prisonniers ne correspond pas à une rançon mais à une compensation des atteintes que ces personnes avaient portées au système socialiste, ainsi qu'à un remboursement des frais relatifs à leur instruction. Toutefois, autoriser certains personnes à quitter légalement le pays ouvre un précédent dangereux : le menace qu'à long terme, la population générale se mobilise fortement pour obtenir le droit d'émigrer. En 1988, le Comité central avertit que « beaucoup de personnes ne présentent pas l'engagement nécessaire à prévenir les tentatives d'émigration », « l'ambiance dominante d'opposition contre ces migrations n'est pas encore présente » et que, dans les syndicats, « les fonctionnaires ou chefs de brigade annoncent parfois qu'ils ne saisissent pas pourquoi ces citoyens n'ont pas la permission d'émigrer ».
La stratégie du régime est-allemand consistait à accorder des visas de sortie selon un profilage de candidats et avec de longues procédures, conçues à dessein pour être humiliantes, frustrantes et causant une attente de plusieurs années chez les candidats espérant une date de départ qui n'arriverait jamais. En outre, pendant leur attente, les candidats à l'émigration étaient victimes de discriminations flagrantes : ils risquaient le renvoi de leur travail ou le limogeage de leurs fonctions, leur entrée à l'université était refusée et ils étaient obligés de remettre leurs passeports, ce qui leur interdisait de voyager même dans leur propre pays. En 1984, vingt-cinq citoyens tchécoslovaques occupent l'ambassade de RFA à Prague pour y demander l'asile vers l'Occident ; sept Est-Allemands font de même à la bibliothèque de l'ambassade des États-Unis à Berlin-Ouest. Les autorités ont cédé et, la même année, l'émigration légale connaît une hausse fulgurante : 57 600 demandes de sortie sont déposées, dont 29 800 sont acceptées. Depuis la fin des années 1970, de petits groupes organisés de candidats à l'émigration tenaient des marches nocturnes pour demander un visa de sortie. Ce mouvement ainsi que le nombre de demandes croissent à la fin des années 1980, à mesure que l'écart de niveau de vie se creuse entre les pays occidentaux et le bloc de l'Est ; la nationalité ouest-allemande intéresse de plus en plus de personnes et, en parallèle, les autorités sont débordées par l'augmentation des demandes d'émigration. La hausse des visas accordés, à la fin des années 1980, coïncide avec une décision prise en 1988 de permettre la sortie des citoyens participant aux manifestations : le mouvement gagne en ampleur à la faveur de ces deux facteurs. En RDA, le Parti socialiste unifié d'Allemagne concède que « le problème de l'émigration nous confronte au problème fondamental du développement [en RDA] » et que ce défi « menace de saper le respect envers la sagacité des politiques du parti ». Le mouvement social s'accompagne d'un scepticisme de plus en plus prononcé sur l'aptitude du socialisme à résoudre un jour les problèmes et sur la viabilité même du système.

### Libéralisation
Avant la fin des années 1980, la république populaire de Hongrie avait autorisé les citoyens âgés de plus de cinquante-cinq ans à quitter le pays et assoupli l'émigration à des fins de regroupement familial, tout en octroyant davantage de permissions de voyager. La Roumanie a elle aussi assoupli l'émigration à des fins de regroupement familial. Vers le milieu des années 1980, la RDA développe son programme consistant à recevoir des fonds en échange de la libération des prisonniers vers l'Ouest ; elle autorise également l'émigration de regroupement familial. Les versements pour la libération des prisonniers politiques représentent un montant si élevé que la RDA les intègre dans ses dispositifs d'économie planifiée par l'État. La libéralisation sur l'émigration en 1989 suit une nouvelle marée de sorties vers la RFA pendant les révolutions de 1989, qui émanent de ressortissants des pays tiers — comme la Hongrie, la Tchécoslovaquie et la Pologne ; ces mouvements, à leur tour, accélèrent la chute du gouvernement d'Allemagne de l'Est qui, en fermant ses frontières, précipite la tenue de manifestations.
En 1985, après l'Ère de stagnation, le dirigeant Mikhaïl Gorbatchev, ouvert aux réformes, donne le signal des tendances à une plus grande libéralisation. Après les assouplissements instaurés en 1986, l'émigration augmente:9. Ainsi, le nombre d'Allemands issus du bloc de l'Est bondit : de 42 786 personnes en 1986, il passe à 202 673 en 1988:9. L'Union soviétique affronte à l'époque une phase de grave déclin économique et elle a besoin de la technologie occidentale. Les sommes versées à des États clients tiers grèvent davantage l'économie soviétique à l'agonie.
Les premiers signes d'une réforme majeure apparaissent en 1986, quand Mikhaïl Gorbatchev lance la politique de glasnost (ouverture) en Union soviétique et insiste sur la nécessité de perestroïka (réforme structurelle de l'économie). Même si la glasnost soutient l'ouverture et la critique en matière politique, à l'époque, ces comportements ne sont autorisés que s'ils s'alignent sur les avis politiques des pouvoirs en place. La population générale du bloc de l'Est demeure sous la menace des polices secrètes et des répressions.
Des dirigeants communistes « orthodoxes » comme Erich Honecker (RDA), Todor Jivkov (Bulgarie), Gustáv Husák (Tchécoslovaquie) et Nicolae Ceaușescu (Roumanie) pensent que les réformes de Gorbatchev seront éphémères et ils s'enferrent dans le refus du changement. Un membre du Politburo est-allemand déclare : « quand votre voisin refait son papier peint, cela ne signifie pas que vous êtes obligé de l'imiter ».

### Révolutions et émigration libre

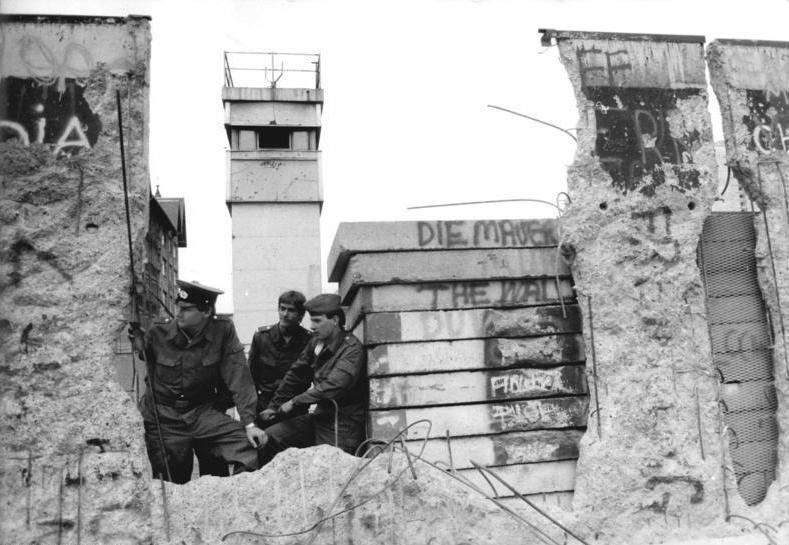
Garde-frontières Est-allemands regardant par une brèche dans le mur de Berlin en 1990.

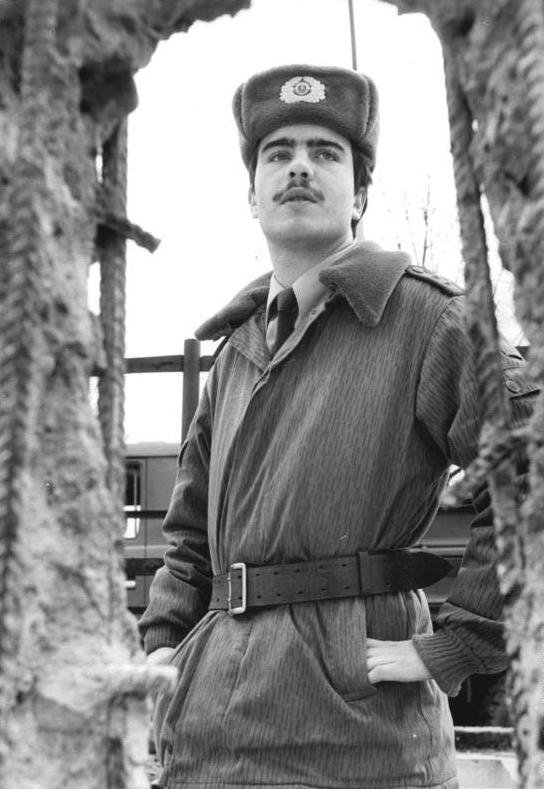
Garde-frontière Est-allemand vu à travers une brèche dans le mur de Berlin en 1990.

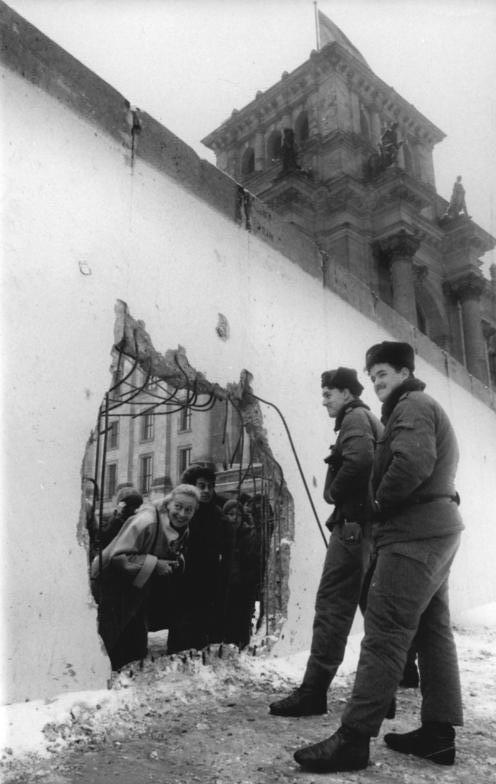
Des Ouest-Allemands regardent avec curiosité les garde-frontières Est-allemands à travers une brèche dans le mur.

En 1989, l'Union soviétique avait abrogé la doctrine Brejnev au profit d'une attitude soutenant la non-intervention dans les affaires intérieures de ses alliés du pacte de Varsovie ; cette nouvelle ligne politique est surnommée doctrine Sinatra, par allusion humoristique à la chanson My Way. Une vague de révolutions balaie les régimes du bloc de l'Est. En avril 1989, en république populaire de Pologne, le syndicat Solidarność devient légal ; il est autorisé à prendre part aux élections parlementaires et obtient le score époustouflant de 99 sièges sur les 100 disponibles (le dernier siège revient à un candidat indépendant). Dans les années 1980, la Hongrie instaure des réformes économiques durables et une libéralisation politique limitée mais les principales réformes ont lieu après le remplacement, en 1988, de János Kádár, qui occupait le poste de secrétaire général du parti communiste.
En août 1989, la république populaire de Hongrie retire sa clôture frontalière avec l'Autriche (en). Le mois suivant, plus de 13 000 touristes est-allemands présents en Hongrie s'échappent vers l'Autriche, alors que la Hongrie empêche le franchissement de sa frontière à une quantité encore plus vaste d'autres ressortissants du même pays et les renvoie à Budapest. Les manifestations du lundi commencent : les manifestants est-allemands réclament des droits comme la liberté de voyager vers d'autres pays et celle d'élire un gouvernement démocratique. D'autres Allemands de l'Est exigent le droit d'émigrer depuis la République socialiste tchécoslovaque et Hans-Dietrich Genscher, ministre des Affaires étrangères en RFA, négocie un accord qui leur permet de se rendre à l'Ouest, à bord de trains qui doivent traverser la RDA. Quand les trains entrent en gare de Dresde début octobre, les forces de police doivent s'interposer pour empêcher d'autres gens de sauter à bord.
Au 9 octobre 1989, juste après les festivités du 40e anniversaire de la RDA, des milliers de manifestants se rassemblent : à l'origine, le cortège de quelques centaines de personnes se rassemblait à l'église Nikolaï de Berlin-Est en répétant Wir sind das Volk! (« nous sommes le peuple ! »). Même si certains manifestants sont arrêtés, le menace d'une vaste opération des forces de sécurité ne s'est jamais matérialisée ; ni Helmut Hackenberg, dirigeant du Parti socialiste unifié d'Allemagne, ni ses collègues n'ont reçu d'ordres précis pour ces foules, qui surprennent les autorités de Berlin-Est. D'autres manifestations encore plus massives s'ensuivent : la semaine suivante, le cortège rassemble 300 000 personnes. Erich Honecker reste opposé aux réformes intérieures et son régime va jusqu'à interdire la circulation des publications soviétiques considérées comme subversives. Le Parti communiste est-allemand, confronté à une agitation populaire de plus en plus pressante, dépose Honecker à la mi-octobre et le remplace par Egon Krenz.
Une vague de réfugiés quitte la RDA pour l'Ouest en transitant par la Tchécoslovaquie, ce que le nouveau gouvernement Krenz tolère et qui fait l'objet d'un accord auprès du gouvernement tchécoslovaque. Afin d'aplanir les difficultés, le politburo est-allemand, dirigé par Krenz, décide, le soir du 9 novembre 1989, d'autoriser les Est-Allemands à voyager directement par Berlin-Ouest le lendemain. Néanmoins, le porte-parole du gouvernement, Günter Schabowski, ayant mal retransmis les informations, déclare que les Est-Allemands peuvent immédiatement partir pour l'Ouest. À mesure qu'enflent les rumeurs, avant que les réglementations ne soient appliquées, dans la nuit du 9 novembre 1989, des dizaines de milliers d'habitants de Berlin-Est traversent le Checkpoint Charlie et les autres postes-frontières de Berlin pour se rendre dans la partie occidentale. Les garde-frontières est-allemands, surpris et débordés, prennent d'assaut les lignes téléphoniques pour contacter leurs supérieurs mais il devient clair qu'aucun membre dirigeant en RDA ne se soucie d'engager sa responsabilité personnelle en donnant l'ordre de faire usage des armes mortelles ; les soldats, débordés par les foules immenses qui se pressent aux passages, n'ont aucun moyen de retenir l'afflux d'Est-Allemands. C'est ainsi que les postes-frontières sont ouverts, même si l'identité du premier officier à en avoir donné l'ordre est encore débattue.
En République socialiste tchécoslovaque, après la répression d'une manifestation étudiante à Prague, des cortèges rassemblent jusqu'à un demi-million de Tchèques et de Slovaques réclamant la liberté. Le 27 novembre 1989 se tient une grève générale de deux heures, à laquelle participent tous les habitants de Tchécoslovaquie. Début décembre, les barbelés et les autres obstacles sont retirés de la frontière entre le pays, la RFA et l'Autriche. Le lendemain, le Parti communiste tchécoslovaque annonce qu'il abandonne le pouvoir et dissout le système de parti unique. Le 10 décembre, le président Gustáv Husák nomme les membres d'un premier gouvernement majoritairement non-communiste depuis 1948, puis il démissionne : c'est la révolution de Velours.
En république populaire de Bulgarie, le 10 novembre 1989 — le lendemain du franchissement en masse du mur du Berlin —, Todor Jivkov, qui dirige le pays depuis longtemps, est chassé par le Politburo du PC bulgare et remplacé par Petar Mladenov. En février 1990, le Parti communiste bulgare abandonne volontairement ses prétentions au pouvoir et, en juin 1990, se tiennent les premières élections libres depuis 1931 ; elles portent au pouvoir l'aile modérée du parti communiste, qui prend le nom de Parti socialiste bulgare.
Contrairement à d'autres pays du bloc de l'Est, la république socialiste de Roumanie n'avait jamais menée la moindre déstalinisation. En novembre 1989, Nicolae Ceaușescu, âgé de 71 ans, est réélu pour cinq ans à la tête du Parti communiste roumain et annonce son intention d'affronter les soulèvements anti-communistes qui déferlent dans les autres pays d'Europe de l'Est. Le 16 décembre 1989, alors qu'il se prépare à rendre une visite officielle en Iran, la Securitate ordonne l'arrestation et l'exil de László Tőkés au prétexte que ses sermons insultent le régime. L'arrestation déclenche des émeutes. À son retour d'Iran, Ceauşescu ordonne qu'un rassemblement massif ait lieu pour le soutenir devant le siège du parti communiste à Bucarest. Or, à sa grande surprise, la foule le hue pendant son discours. Des manifestations massives se produisent ; près de 100 000 manifestants occupent la place de l'Opéra et scandent des slogans contre le gouvernement : Noi suntem poporul! (« nous sommes le peuple ! »), Armata e cu noi! (« l'armée est avec nous ! »), Nu vă fie frică, Ceauşescu pică! (« n'ayez crainte, Ceauşescu va déchoir ! »). L'armée roumaine se range aux côtés des manifestants et Ceauşescu, arrêté par les militaires, est exécuté sommairement au terme d'un procès rapide le 26 décembre. 
En république populaire socialiste d'Albanie, une rafale de nouvelles réglementations entre en vigueur le 3 juillet 1990 : tous les Albanais de plus de 16 ans ont le droit de détenir un passeport pour voyager à l'étranger. En parallèle, des milliers de citoyens albanais se rassemblent autour des ambassades étrangères pour demander l'asile politique et fuir le pays.
Techniquement, le mur de Berlin reste gardé pendant un temps après le 9 novembre 1989, avec une intensité déclinante, par les gardes est-allemands. Le 13 juin 1990, le démantèlement officiel du mur commence à être effectué par l'armée est-allemande , sur la Bernauer Straße (en face du secteur français). Le 1er juillet 1990, date où la RDA adopte la devise de la RFA, tous les contrôles aux frontières prennent fin, même si la frontière interallemande était déjà devenue obsolète. Le même mois, le dernier obstacle à la réunification allemande est levé quand le chancelier ouest-allemand Helmut Kohl convainc Gorbatchev de renoncer aux oppositions soviétiques concernant l'intégration de l'Allemagne réunie dans l'OTAN en échange d'une aide économique substantielle de l'Allemagne au profit de l'Union soviétique.

## Transfuges

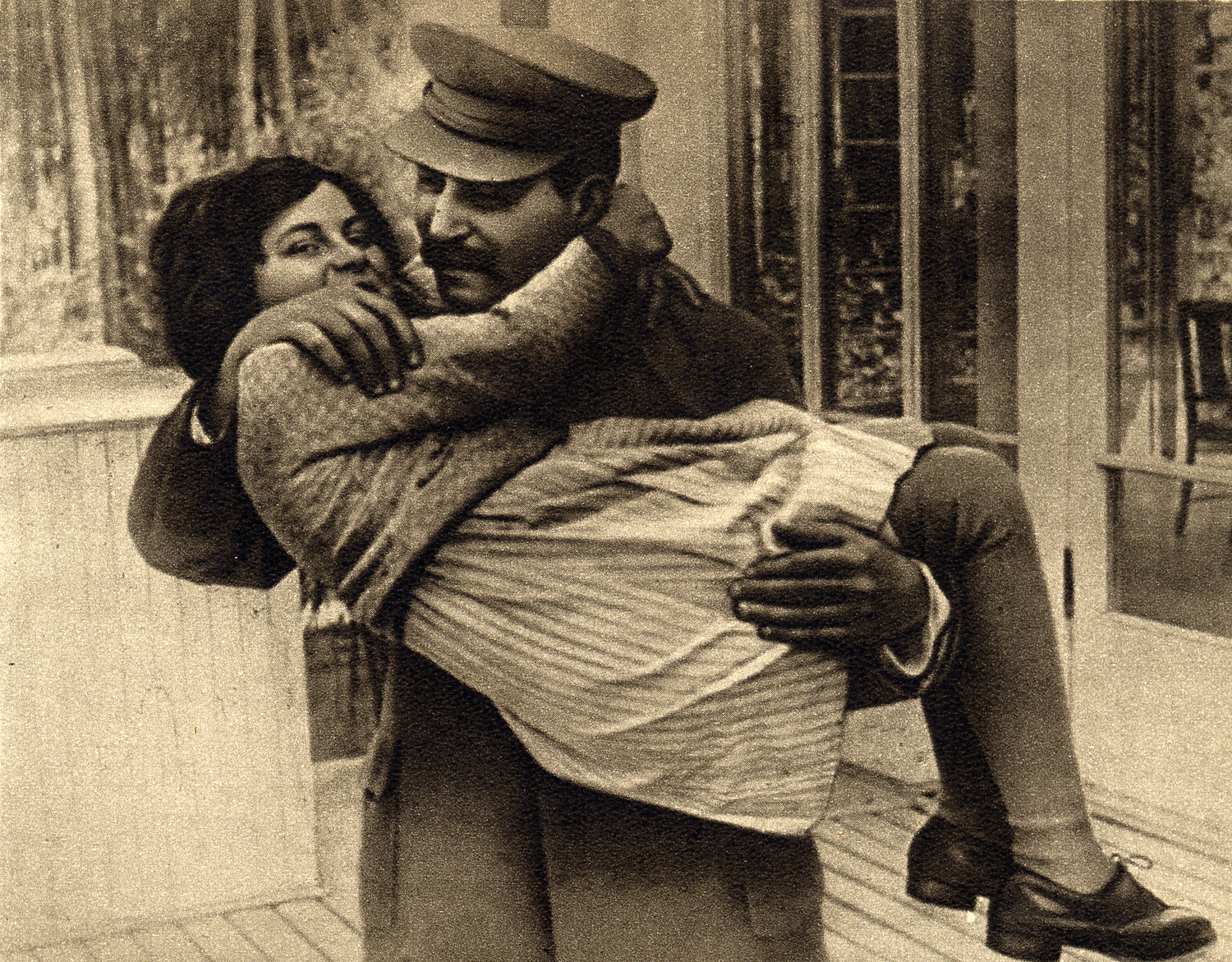
Svetlana Allilouïeva, fille de Joseph Staline, prise en photo avec son père en 1935. Allilouïeva devient transfuge en 1967 en passant par New Delhi pour rejoindre les États-Unis, où elle dénonce le régime de Staline et le gouvernement soviétique. En 1984, elle revient en URSS, où elle obtient la nationalité soviétique.

### Fugitifs
Même si la circulation internationale était, dans sa majeure partie, sous étroite surveillance, au fil des ans une quantité constante de fugitifs a pu quitter le bloc de l'Est en recourant à des stratégies inventives pour contourner les systèmes de sécurité aux frontières. En Allemagne de l'Est, le terme Republikflucht (fuite de la république) désignait quiconque cherchant à passer dans un pays non-socialiste. Les tentatives des Republikflucht pour quitter la RDA constituaient un acte criminel, passible de lourdes sanctions (plusieurs années d'emprisonnement et même possibilité de peine de mort, pour certains cas ou pour certains fugitifs - membres de la police ou de l'armée, par exemple). Quant au raisonnement sous-tendant ces restrictions, un livret de propagande publié en 1955 par le Parti socialiste unifié d'Allemagne à l'usage des agitateurs souligne la gravité du Republikflucht : « quitter la RDA est un acte d'arriération et de dépravation tant politique que morale » ; « les travailleurs de toute l'Allemagne exigeront un châtiment contre ceux qui, aujourd'hui, quittent la RDA, le puissant bastion de la lutte pour la paix, [les transfuges] s'enrôlant au service de l'ennemi mortel du peuple allemand, des impérialistes et des militaristes ». En outre, les candidats à l'émigration passant par la frontière fortifiée de l'Allemagne de l'Est s'exposaient à d'importants risques de blessures et de mort. Les personnes tuées alors qu'elles tentaient d'escalader le mur de Berlin correspondent à une fourchette de 136 à plus de 200,. Près de 75 000 autres personnes ont été arrêtées et emprisonnées.

### Détournements d'avions
Le 15 juin 1970, douze transfuges (principalement des Juifs) tentent de détourner un vol (en) pour fuir l'Union soviétique et subissent de lourdes condamnations, dont la peine de mort pour les deux chefs, qui est ensuite commuée en peine de travaux forcés pendant 15 ans. Au moins six tentatives de détournement ont eu lieu depuis l'Arménie, l'Union soviétique et la Lituanie entre 1970 et 1971.
En RDA, au moins trois détournements de vol ont eu lieu par des citoyens désireux de gagner la RFA ; le plus célèbre est le détournement du vol 165 LOT Polish Airlines (en) en 1978.

### Transfuges célèbres ou discrets
Certains transfuges sont célèbres, comme Svetlana Allilouïeva, fille de Joseph Staline (même si elle est rentrée au pays en 1984), le pilote Viktor Belenko, le secrétaire général adjoint à l'ONU Arkady Chevtchenko, le grand maître d'échecs Viktor Kortchnoï, les danseurs étoiles Rudolf Noureev, Mikhaïl Barychnikov, Natalia Makarova et Alexander Godunov. Parmi les transfuges est-allemands célèbres, se trouvent l'écrivain Wolfgang Leonhard, le garde-frontière de Berlin Conrad Schumann ainsi que plusieurs joueurs européens de football, comme Jörg Berger (en). Le champion du monde d'échecs Boris Spassky a aussi émigré en France d'une manière qui évoque une défection.
Même si les médias ont souvent signalé des défections de personnalités célèbres, les transfuges peu connus ne sont en général pas recensés. Le nombre de transfuges « de l'ombre » est inconnu.